# Théophile Dufour (homme politique)
Pour les articles homonymes, voir Dufour.
Pour l’article homonyme, voir Théophile Dufour (juriste).
Théophile Dufour est un homme politique français né le 9 juin 1800 à Saint-Quentin (Aisne) et mort le 19 novembre 1866 à Saint-Quentin.

## Biographie
Propriétaire terrien et négociant, il est député de l'Aisne de 1848 à 1849, siégeant avec les partisans du général Cavaignac.
Nommé préfet de l'Aisne en 1848, il le refuse.

## Sources
- « Théophile Dufour (homme politique) », dans Adolphe Robert et Gaston Cougny, Dictionnaire des parlementaires français, Edgar Bourloton, 1889-1891 [détail de l’édition]